# Dalo-fáli rassz

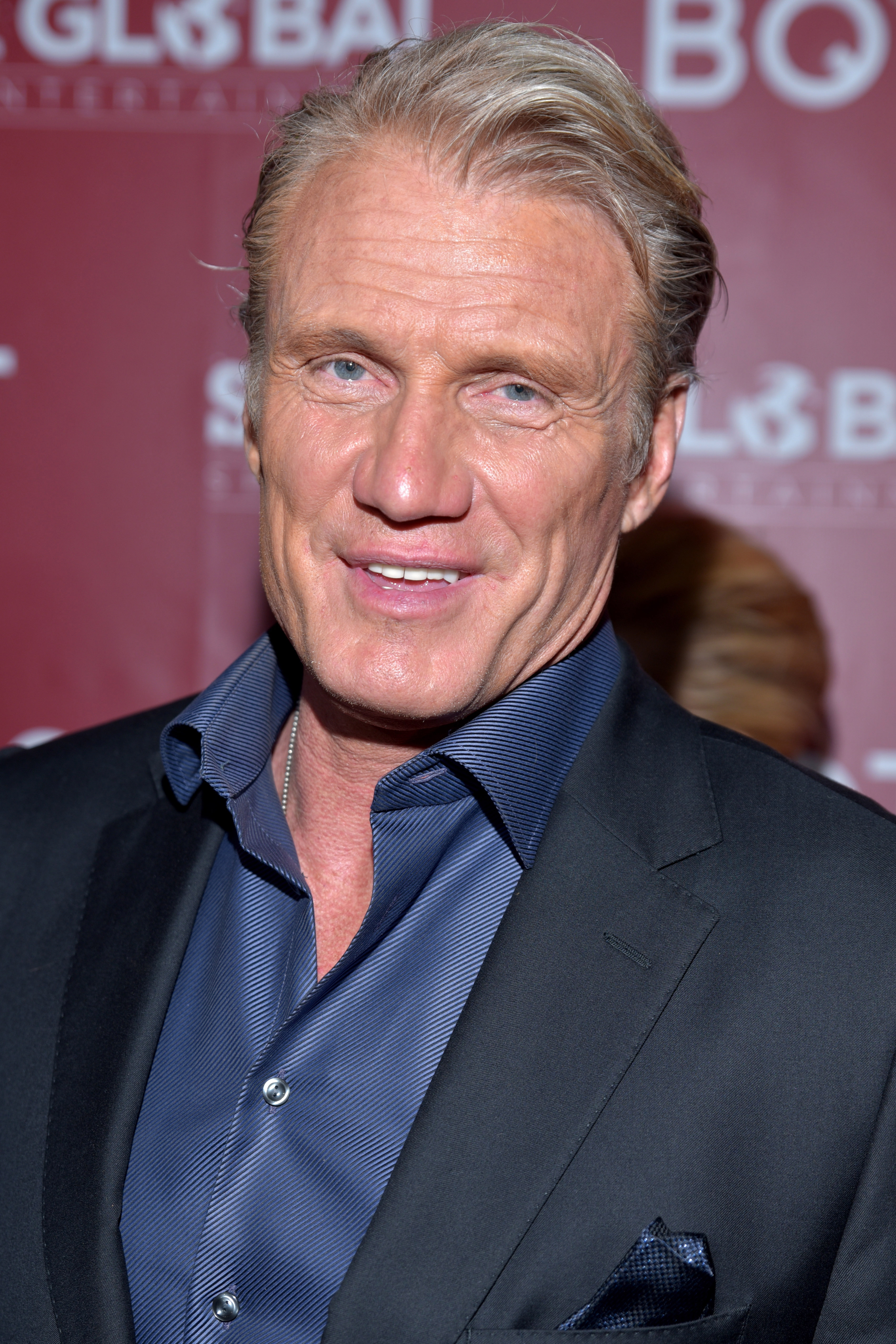
Dolph Lundgren

A dalo-fáli rassz (más néven dalo-nordikus, fáli, vesztfáliai) egy unredukált, felső paleolitikumi túlélő.

## Leírás
A dalo-fáli meglehetősen magas. A nyak vastag, a vállak szélesek.
Közepes- vagy hosszú koponyájú. Az arc széles és kissé rövid. Csontozata erőteljes.
A homlok rövid és igen meredek és a jellegzetes szemgödördudor gyakran látható, különösen a férfiak esetében. A mélyen ülő szemek is gyakoriak.
Az orr aránylag rövid, bár keskeny és gyakran kiugró. Profilból többnyire egyenes, de lehet enyhén konkáv is. A nőknél az alpira jellemző orr se ritka.
Az alsó állkapocs erőteljes és széles.
Barázdák és ráncok viszonylag fiatal korban is megjelenhetnek, különösen a homlokon valamint az orr és a száj mentén. A bőr világos, rózsaszínes árnyalatú. A dalo-fáli pigmentációja majdnem olyan világos, mint a nordikusé. A haj általában szőke vagy barna, a szem színe szürke vagy kék lehet.

## Elterjedési terület
A típus képviselői megtalálhatóak Északnyugat-Németországban és a környező területeken, mint Skandinávia déli része vagy Hollandia. Tiszta alakban ritka.